# Brachycyrtus cosmetus
Brachycyrtus cosmetus là một loài tò vò trong họ Ichneumonidae.